# 朝鮮民主主義人民共和國奧林匹克委員會
朝鮮民主主義人民共和國奧林匹克委員會（英語：Olympic Committee of the Democratic People's Republic of Korea、朝鲜语：／）是朝鮮民主主義人民共和國的國家奧林匹克委員會。該組織成立於1953年。1972年，該國首度派員參加在西德慕尼黑舉行的夏季奧運會。
2000年6月，朝韓進行朝韓首腦會談，兩國的奧林匹克委員會同意在數個月後舉行的奧運會的開幕式共同入場。此後，兩國先後在2004年的雅典奧運會、2005年東亞運動會、2006年冬季奧運會等數個國際綜合運動會同時入場。此外，朝鮮在2002年釜山亞運會和2003年大邱世界大學生運動會又派遣了其啦啦隊員到訪南韓。
現時，朝鮮民主主義人民共和國奧林匹克委員會的總部設在首都平壤，委員長是金日国。
由於北韓拒絕參加2020年夏季奧林匹克運動會，國際奧委會於2021年9月8日決定暫停北韓奧委會的資格至2022年底，意味着該國無法參加2022年冬季奧林匹克運動會。國際奧委會解釋由於北韓奧委會單方面決定不參加東京奧運，違反《奧林匹克憲章》，儘管國際奧委會已與北韓方面接觸，並提供包括疫苗在內的解決方案，但他們仍然拒絕所有有關防疫的建議與援助，拒絕派出選手參賽，因此作出相關決定。惟如果有北韓運動員獲得北京冬奧的參賽資格，國際奧委會視情況做出進一步決定。2022年1月5日，朝鲜奥委会和体育省向中国奥委会、北京冬奥组委、国家体育总局致信函，称“因敌对势力的阴谋活动和全球传染病大流行而不能参加北京冬奥会，但将全方位支持和声援中国同志举办一届隆重精彩的奥运盛会。”

## 資料來源
1. ↑  .   [2014-02-02]. （原始内容存档于2008-12-26）.
2. ↑  . KoreaWorldTimes. 2020-09-10  [2020-09-19]. （原始内容存档于2020-12-25） （日语）.
3. ↑  "朝韓兩國體育交流進程盤點" （页面存档备份，存于） 《新華社》 2013 7
4. ↑  .   [2021-09-09]. （原始内容存档于2021-12-07）.
5. ↑  . 劳动新闻.   [2022-01-07]. （原始内容存档于2022-01-14） （朝鲜朝鲜语）.